# アップタウン (シカゴ)
アップタウン（Uptown）は、イリノイ州シカゴのコミュニティ・エリアの1つでノース・サイドに位置している。

## 地形
シカゴの北部に位置しており、北にはエッジウォーター、東にはミシガン湖、西にはリンカーン・スクウェア、南にはレイクビューと接している。
モントローズ・ハーバー（Montrose Harbor）という海岸がある。

## 区域
- ニュー・チャイナタウン
- シェリダン・パーク
- アップタウン
- ブエナ・パーク
- クリアンドン・パーク

## 施設
- ベトナム戦争博物館
- グレースランド墓地
- アップタウン・シアター